# Chantiers de l’Atlantique
Die Werft Chantiers de l’Atlantique (deutsch Atlantikwerften), zwischenzeitlich STX France S.A., befindet sich in Saint-Nazaire, Frankreich, an der Mündung der Loire in den Atlantik. Sie gehört zu den größten Schiffbauunternehmen der Welt; der Umsatz betrug im Jahr 2016 etwa 1,4 Milliarden EUR. Ab dem 4. Januar 2010 war die STX France SA als Tochtergesellschaft von STX Europe ASA tätig. Mit ihren Tochtergesellschaften entwarf und baute STX France Schiffe, darunter Passagierschiffe, Seeschiffe und Spezialschiffe für das Militär, sowie Offshore-Anlagen. 2018 übernahm die italienische Gruppe Fincantieri 50 % der Anteile an STX France. Das Unternehmen wurde daraufhin wieder in Chantiers de l'Atlantique umbenannt.

## Geschichte

### 19. Jahrhundert

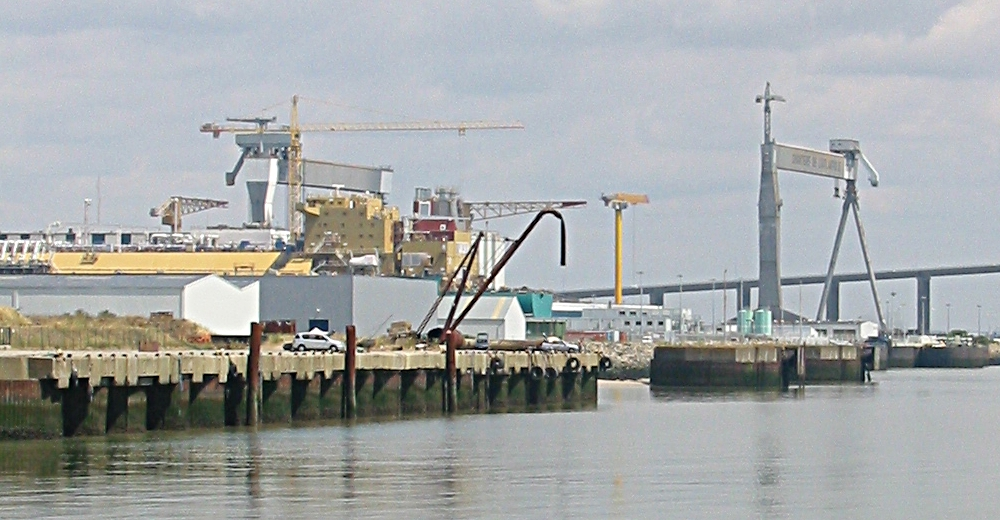
Die Werft Chantiers de l’Atlantique

Die Geschichte der Werft beginnt mit der maritimen Industrialisierung Frankreichs Mitte des 19. Jahrhunderts. Von Beginn an verband sich die Existenz der Werft mit dem Bau von Linienschiffen. Zu dieser Zeit wurde Saint-Nazaire durch ein Gesetz vom 18. Juli 1840 als Haupthafen der Linie nach Südamerika vorgesehen, das durch drei Dekrete 1857, 1858 und 1861 bestätigt wurde. Die Ligne postale des Antilles et du Mexique der Compagnie Générale Transatlantique (CGT) wurde geschaffen. Damals fehlte jedoch das technische Wissen für den Bau moderner Schiffe mit Dampfantrieb und Metallhülle in Frankreich vollständig. Die CGT, von Napoleon III. verpflichtet, bis April 1862 die Verbindung herzustellen, kaufte daher in England drei Linienschiffe. Die Linie nach Fort-de-France wurde am 14. April 1862 eröffnet. Parallel dazu gründete die CGT eine Werft in Saint-Nazaire.
Das technische Wissen kam aus Großbritannien, wo 1857 die Great Eastern gebaut worden war – ein Schiff aus Metall mit einer Länge von 230 m. Der Schotte John Scott verließ die Werft in Greenock und brachte deren Techniken nach Frankreich. Er fertigte bei Penhoët die Außenhüllen an und konstruierte zusammen mit 15 englischen Vorarbeitern und einer in der Brière rekrutierten Belegschaft vier Schiffe. Am 24. April 1864 wurde mit der 108 m langen „Impératrice Eugénie“ das erste Schiff der Chantiers John Scott vom Stapel gelassen. Die Euphorie dauerte jedoch nur kurz: 1866 ging die Scott-Werft, die 1800 Personen beschäftigte, in Konkurs. Später eröffnete die CGT die Werft als Chantiers de Penhoët wieder. Im Jahr 1882 siedelte sich die Société Anonyme des Ateliers et Chantiers de la Loire aus Nantes ebenfalls dort an.

### 20. Jahrhundert
Chantiers de la Loire und Chantiers de Penhoët fusionierten im Jahr 1955 zur Chantiers de l’Atlantique.
Neben dem Bau von Linienschiffen war vor allem die Konstruktion von Tankern lange Zeit ein Hauptstandbein der Werft: Nach dem Bau der France modernisierte die Werft Anfang der 1960er Jahre ihre Produktionsanlagen, um den Anforderungen des Ölmarktes entsprechen zu können. Bis zum Bau der France baute die Werft die Schiffe auf einer Helling; sobald die Außenhülle und die Aufbauten fertig waren, wurden sie vom Stapel gelassen und rutschten über den Boden ins Meer. Anschließend wurden sie am Kai fertiggestellt. Bei den damals zunehmend größeren Neubauten war diese Methode aufgrund der auftretenden Rumpfbelastungen nicht mehr praktikabel.
1984 übernahm der Konzern Alstom die Werft, die Teil des Alstom Leroux Naval bildete.

### 21. Jahrhundert
Im Januar 2006 verkaufte Alstom 75 % der Anteile an Chantiers de l’Atlantique an das norwegische Schiffbauunternehmen Aker Yards (später STX Europe), damals ein Tochterunternehmen des Konzerns Aker Solutions und verpflichtete sich, die restlichen 25 % bis 2010 zu behalten. Bereits 2008 wurden die Aker Yards an die südkoreanische STX Corporation weiterverkauft, die ab Januar 2010 als STX France, Tochtergesellschaft der STX Europe, fungierten.
Als letzte von 19 Werften der STX Europe stand der Standort Saint-Nazaire zum Verkauf. Interesse an einer Übernahme bestand sowohl bei CMN in Cherbourg, als auch bei Fincantieri in Italien. Das zuständige Gericht in Seoul verständigte sich auf Fincantieri als bevorzugten Käufer. Die französische Regierung gestattete Fincantieri jedoch nicht, die Mehrheit an Frankreichs größter Werft STX France zu erwerben. So erwarb Fincantieri zunächst 48 % der Anteile an STX France und wurde zum größten Shareholder des Unternehmens. Der französische Staat war auch weiterhin mit 34,34 % an der Marine- und Kreuzfahrtschiff-Werft beteiligt. Der Industriekonzern Direction des Constructions Navales (DCNS), selbst in öffentlicher Hand, übernahm zwölf Prozent der Anteile. Die restlichen sieben Prozent gingen an den italienischen Investor „Fondazione CR Trieste“. Darüber hinaus sicherte sich der französische Staat verschiedene Vetorechte bei Umstrukturierungsmaßnahmen, beim Wissenstransfer, strategischen Neuausrichtungen, angedachten Partnerschaften und Akquisitionen. Fincantieri sollte danach acht Jahre lang keine absolute Mehrheit erwerben dürfen und auch der Verkauf der eigenen Anteile sollte mit Paris abgestimmt werden müssen.
Der neue französische Staatspräsident Macron wollte allerdings den italienischen Einfluss (Fincantieri ist zu 72,5 % staatlich) begrenzen und deshalb Royal Caribbean und MSC an der Werft beteiligen. Im Juli 2017 wurde die Werft temporär unter staatliche Kontrolle gestellt, um eine Übernahme durch Fincantieri zu verhindern.

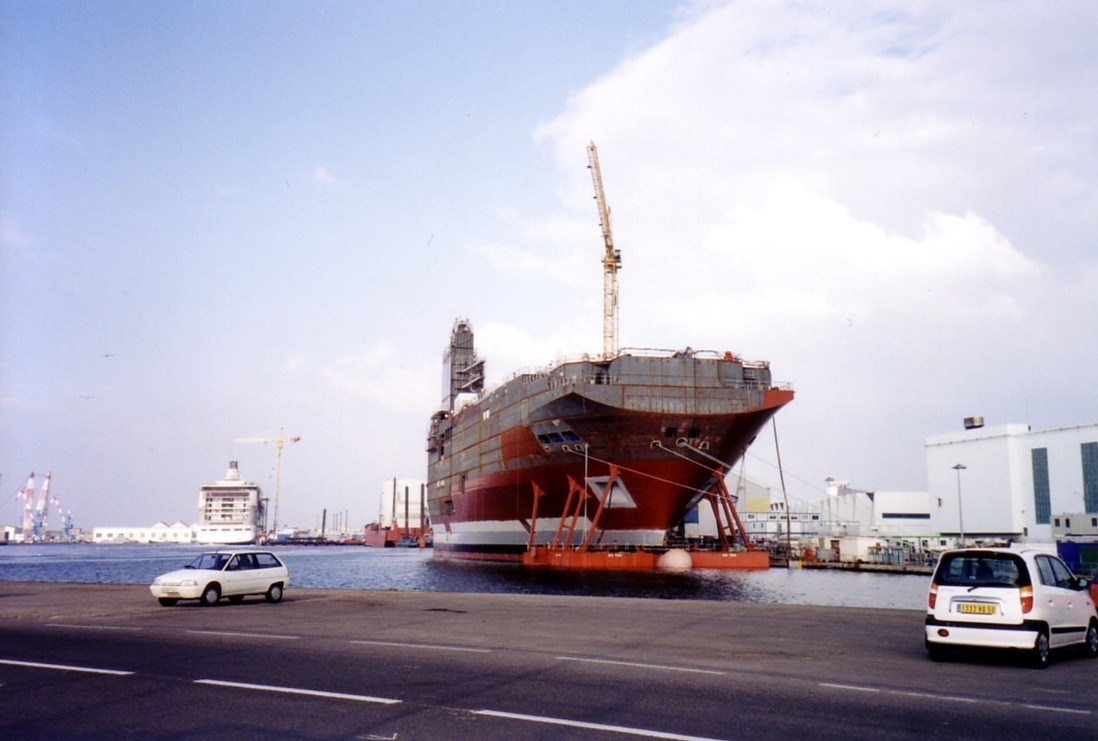
Ausrüstungskai der Werft

Im September 2017 kam es zur Einigung. 50 % der Anteile sollen von der italienischen Fincantieri erworben und das Unternehmen wurde wieder in Chantiers de l’Atlantique umbenannt. Der französische Staat halte 34,34 %, die Constructions Navales 10 %, die Werftbelegschaft 2,40 % und die örtlichen Zulieferer 3,66 %. Um Fincantieri die operative Kontrolle über das Unternehmen zu gewährleisten, leiht der französische Staat aus seinem Anteil 1 % an Fincantieri, allerdings mit einem auf 12 Jahre befristeten Rücknahmerecht, sollte Fincantieri sich nicht an die hinsichtlich Arbeitsplatzsicherung, Governance und geistiges Eigentum getroffenen Vereinbarungen halten. Im Februar 2018 wurde ein Kaufvertrag zwischen Fincantieri und dem französischen Staat über den Erwerb von 50 Prozent der Anteile durch Fincantieri geschlossen. Die Rückumbenennung erfolgte am 20. Juli 2018.
Der Deal scheiterte 2021 aufgrund der COVID-19-Pandemie. Die Anteile werden von Frankreich (84,3 %), COFIPME (1,6 %) und einzelnen Arbeitnehmern (insgesamt 2,4 %) gehalten.
Die Chantiers de l’Atlantique bauen in den 2010er[veraltet] Jahren Kreuzfahrtschiffe, Gastanker, Fregatten und Forschungsschiffe. Unter dem Namen Atlantique Offshore Energy werden Umspannplattformen gebaut.

## Werfteinrichtungen

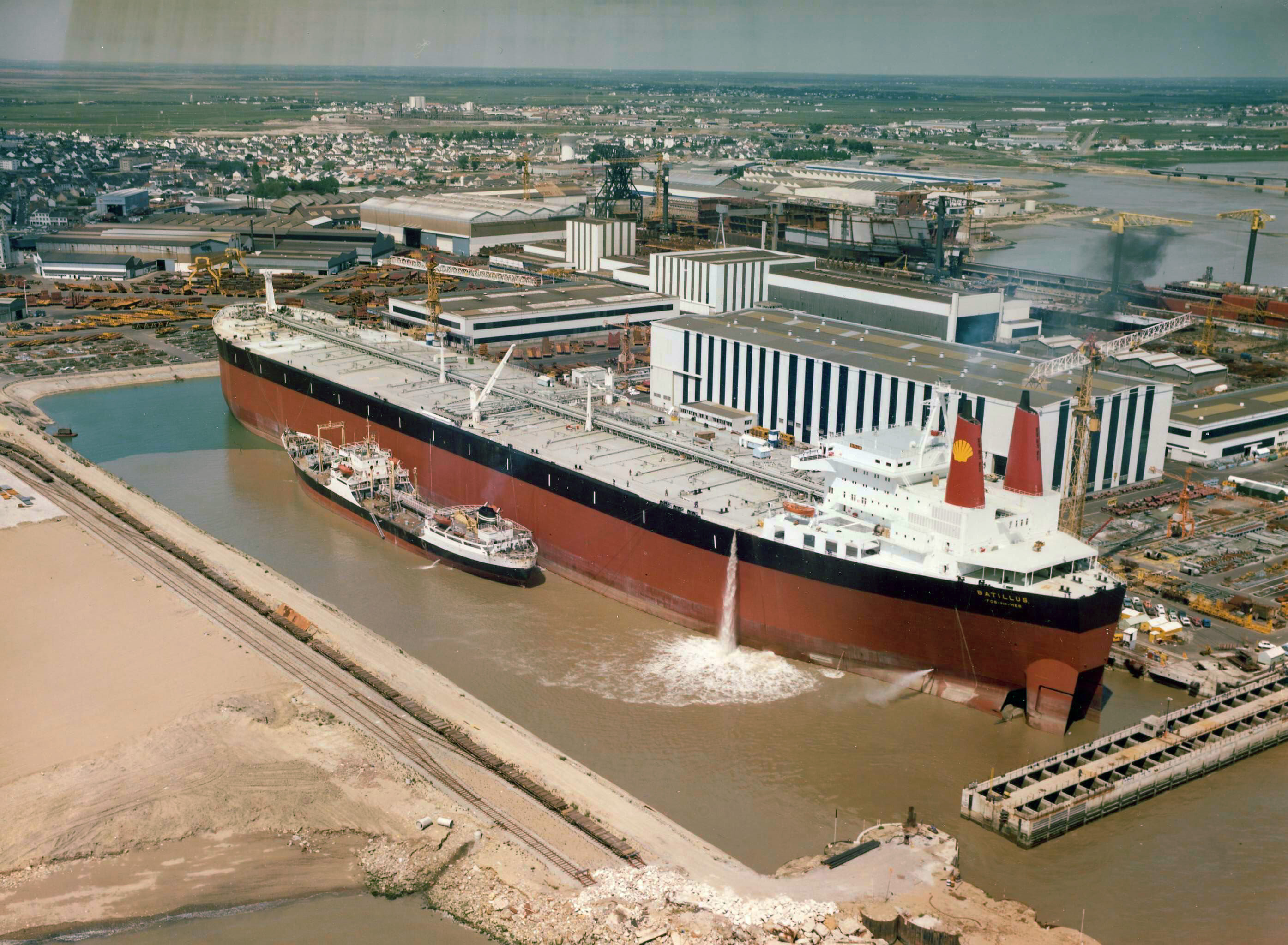
Die fertiggestellte Batillus

Das in den Jahren 1929 bis 1934 gebaute Trockendock Forme Joubert ist mit seiner Länge von 350 m und Breite von 50 m eines der größten der Welt. Am 27./28. März 1942 wurde das Schleusentor durch einen britischen Angriff (Operation Chariot) zerstört, um die Einsatzmöglichkeiten deutscher Großkampfschiffe (z. B. Schlachtschiff Tirpitz) zu beeinträchtigen. Heute dient es vor allem der Ausrüstung vor der Auslieferung der Schiffe und deren Überholung.
In den 1970er Jahren wurde ein Konstruktionsbecken angelegt, das 1.200 m lang und 60 m breit ist. Es weist unterschiedliche Tiefen auf und ermöglicht den gleichzeitigen Bau von bis zu drei Schiffen. Dieses Becken erlaubte den Bau von vier der größten Tanker der Welt: Batillus, Bellamya, Pierre Guillaumat und Prairial. (Jeder von ihnen mit einer Ladekapazität von etwa 500.000 t Öl).
Verursacht wurde das Größenwachstum der Tanker durch die Ölkrise in den 1970er Jahren, als der Sueskanal gesperrt wurde. Dadurch waren die Tanker gezwungen, die längere Reise um Afrika und das Kap der Guten Hoffnung zu nehmen. So wurde bei den Chantiers de l’Atlantique ein weiteres Bassin angelegt, das Bassin C. Es sollte eigentlich für den Bau von 1.000.000-tdw-Tankern dienen, aber nach Wiedereröffnung des Suezkanals war es nicht mehr erforderlich. Dieses Becken dient heute für die Abschlussarbeiten an den Schiffen.
Das Trockendock B ist mit einer Länge von 415 Metern und einer Breite von 66 Metern das größte in Frankreich.
Die Werft verfügt über zwei Portalkrane. Ein älterer 60 Meter hoher wurde im Jahr 1968 in Betrieb genommen und 2022 demontiert. Im Jahr 2014 wurde ein neuer Kran mit einer Höhe von 65 Metern in Betrieb genommen. Der zweite aktuelle kann bis zu 1.400 Tonnen heben und kostete rund 35 Millionen Euro, er wurde bis zum 14. März 2022 aufgebaut und im Sommer 2022 in Betrieb genommen.

## Aktueller Auftragsbestand
| Ablieferung | Name                     | Vermessung (BRT/BRZ) | Auftraggeber/Eigner/Betreiber     | Bemerkungen                                                       |
| ----------- | ------------------------ | -------------------- | --------------------------------- | ----------------------------------------------------------------- |
| 2025        | Celebrity Xcel (N34)     | 140.600 BRZ          | Celebrity Cruises                 | Edge-Klasse                                                       |
| 2025        | Neoliner                 |                      | Neoline                           | Segel-Frachtschiff wird mit SolidSail-Technologie ausgestattet    |
| 2025        | I35                      |                      |                                   | Konverterplattform, für den Windpark FEW Baltic II, Polen         |
| 2025        | Jacques Stosskopf (D35)  |                      | Französische Marine               | Bâtiments Ravitailleurs de Force                                  |
| 2026        | MSC World Asia (Y34)     | 215.863 BRZ          | MSC Cruises                       | World-Klasse, 3. Schiff                                           |
| 2026        | OE Corinthian (A36)      | 26.200 BRZ           | Accor                             | Orient Express Silenseas Megasegelyacht mit SolidSail-Technologie |
| 2026        | P35                      |                      | RWE                               | Umspannplattform für den Windpark Nordseecluster A                |
| 2026        | Q35                      |                      | RWE                               | Umspannplattform für den Windpark Nordseecluster A                |
| 2027        | OE Olympian (B36)        | 26.200 BRZ           | Accor                             | Orient Express Silenseas Megasegelyacht mit SolidSail-Technologie |
| 2027        | MSC World Atlantic (Z34) | 205.700 BRZ          | MSC Cruises                       | World-Klasse, 4. Schiff                                           |
| 2027        | Émile Bertin (E35)       |                      | Französische Marine               | Bâtiments Ravitailleurs de Force                                  |
| 2028        | N.N. (B35)               | 230.000 BRZ          | Royal Caribbean International     | Oasis-Klasse                                                      |
| 2028        | N.N. (O24)               | 140.600 BRZ          | Celebrity Cruises                 | Edge-Klasse                                                       |
| 2029        | Gustave Zédé (F35)       |                      | Französische Marine               | Bâtiments Ravitailleurs de Force                                  |
| 2029        | N.N. (E36)               | ~215.900 BRZ         | MSC Cruises                       | World-Klasse, 5. Schiff                                           |
| 2030        | N.N. (F36)               | ~215.900 BRZ         | MSC Cruises                       | World-Klasse, 6. Schiff                                           |
| 2030        | (G36)                    |                      |                                   | Konverterplattform                                                |
| 2030        | (H36)                    |                      |                                   | Konverterplattform                                                |
| 2031        | (I36)                    |                      |                                   | Konverterplattform                                                |
| TBA         |                          |                      | Réseau de Transport d’Electricité | Konverterplattform für den Offshore-Windpark Dünkirchen           |
| TBA         | N.N.                     |                      | MSC Cruises                       | LNG-Antrieb, neue Schiffsklasse, 4 Schiffe geplant                |
| TBA         | N.N.                     |                      | MSC Cruises                       | Segelschiff, Projekt Silenseas                                    |